# Kiết lá lông
Carex trichophylla là một loài thực vật có hoa trong họ Cói. Loài này được Nelmes mô tả khoa học đầu tiên năm 1955.